# 由利島 (敷設艇)
| 艦歴     | 艦歴                                                                            |
| -------- | ------------------------------------------------------------------------------- |
| 計画     | ④計画                                                                           |
| 起工     | 1941年10月31日                                                                  |
| 進水     | 1942年7月4日                                                                    |
| 就役     | 1942年11月30日竣工                                                              |
| その後   | 1945年1月14日戦没                                                               |
| 除籍     | 1945年3月1日                                                                    |
| 性能諸元 |                                                                                 |
| 排水量   | 基準：720トン、公試：750トン                                                    |
| 全長     | 74.70m                                                                          |
| 全幅     | 7.85m                                                                           |
| 吃水     | 2.60m                                                                           |
| 機関     | マン式三号ディーゼル2基2軸 3,600馬力                                            |
| 速力     | 20.0kt                                                                          |
| 航続距離 | 14ktで2,000浬                                                                   |
| 燃料     | 重油：35トン                                                                    |
| 乗員     | 67名                                                                            |
| 兵装     | 8cm高角砲1基 13mm連装機銃1基2挺 爆雷36個、捕獲網8組 （もしくは九三式機雷120個） |

由利島（ゆりじま）は、日本海軍の敷設艇。平島型敷設艇の7番艇。

## 艦歴
1942年（昭和17年）11月30日日本鋼管鶴見造船所にて竣工。呉鎮守府籍、佐伯防備戦隊付属に編入、パラオ、サイパン、父島などへの船団護衛に従事。
1944年（昭和19年）7月1日第1海上護衛隊に編入、8月1日呉防備戦隊に編入され引き続きマニラ、シンガポールなどへの船団護衛に従事。12月4日、米潜水艦の雷撃により戦没した「岸波」の生存者150名を救助した。
1945年（昭和20年）1月14日船団護衛中にマレー半島沖で米潜コビアの雷撃で戦没、同年3月1日に除籍された。